# Río Zambo
El río Zambo es un curso natural de agua que nace de las laderas noroeste del volcán Hornopirén y fluye con dirección general norte hasta desembocar junto al poblado de Contao en el seno de Reloncaví de la Región de Los Lagos de Chile.

## Trayecto
El diccionario de Risopatrón de 1924 lo describe como una cuenca independiente, sin embargo el mapa de la derecha lo muestra como un afluente del río Contao.

## Historia
Luis Risopatrón lo describe en su Diccionario Jeográfico de Chile de 1924:: 955 
Zambo (Rio). 41° 47' 72° 44' En sus aguas abundan las lisas, pejerreyes, róbalos i a veces las corvinas i se vácia en la costa S E del seno de Reloncaví, a unos 2 kilómetros al NE de la desembocadura del rio Contao; en la playa se encuentran cholgas i tacas i en -sus vecindades se hallan cultivos de papas i trigo i planteles de manzanos, rodeados de montañas de muermos, avellanos, teníus, canelos, arrayanes, coihues i alerces. 1, xxv, p. 183.